# Richeval
Richeval (lorenès Rougeri) és un municipi francès situat al departament del Mosel·la i a la regió del Gran Est. L'any 2007 tenia 138 habitants.

## Demografia

### Població
El 2007 la població de fet de Richeval era de 138 persones. Hi havia 44 famílies, de les quals 8 eren unipersonals (8 homes vivint sols), 4 parelles sense fills, 24 parelles amb fills i 8 famílies monoparentals amb fills.
La població ha evolucionat segons el següent gràfic:
Habitants censats

### Habitatges
El 2007 hi havia 54 habitatges, 50 eren l'habitatge principal de la família i 4 eren segones residències. 52 eren cases i 2 eren apartaments. Dels 50 habitatges principals, 48 estaven ocupats pels seus propietaris, 1 estava llogat i ocupat pels llogaters i 1 estava cedit a títol gratuït; 5 tenien tres cambres, 16 en tenien quatre i 28 en tenien cinc o més. 38 habitatges disposaven pel capbaix d'una plaça de pàrquing. A 16 habitatges hi havia un automòbil i a 26 n'hi havia dos o més.

### Piràmide de població
La piràmide de població per edats i sexe el 2009 era:
| Homes | Edats   | Dones |
| ----- | ------- | ----- |
| 0     | 95 o +  | 0     |
| 0     | 90 a 94 | 0     |
| 0     | 85 a 89 | 0     |
| 0     | 80 a 84 | 0     |
| 0     | 75 a 79 | 0     |
| 4     | 70 a 74 | 8     |
| 4     | 65 a 69 | 0     |
| 4     | 60 a 64 | 0     |
| 8     | 55 a 59 | 4     |
| 0     | 50 a 54 | 8     |
| 0     | 45 a 49 | 0     |
| 4     | 40 a 44 | 8     |
| 0     | 35 a 39 | 0     |
| 8     | 30 a 34 | 4     |
| 4     | 25 a 29 | 0     |
| 8     | 20 a 24 | 0     |
| 4     | 15 a 19 | 0     |
| 4     | 10 a 14 | 0     |
| 4     | 5 a 9   | 0     |
| 0     | 0 a 4   | 4     |

## Economia
El 2007 la població en edat de treballar era de 84 persones, 64 eren actives i 20 eren inactives. De les 64 persones actives 53 estaven ocupades (30 homes i 23 dones) i 10 estaven aturades (4 homes i 6 dones). De les 20 persones inactives 9 estaven jubilades, 3 estaven estudiant i 8 estaven classificades com a «altres inactius».
Activitats econòmiques
Dels 5 establiments que hi havia el 2007, 1 era d'una empresa de construcció, 2 d'empreses de comerç i reparació d'automòbils, 1 d'una empresa d'informació i comunicació i 1 d'una empresa de serveis.
L'únic servei als particulars que hi havia el 2009 era un taller de reparació d'automòbils i de material agrícola.

## Poblacions més properes
El següent diagrama mostra les poblacions més properes.